# آرکینفورم
آرکینفورم (به انگلیسی: archINFORM1) یک دادگان برخط برای معماری بین‌الملل است که رکوردهای آن در اصل از پروژه‌های معماری و ساختمانی دانشجویان مؤسسه فناوری کارلسروهه آلمان است.
این پایگاه داده که به گفته خودش «بزرگ‌ترین پایگاه داده آنلاین معماری و ساختمان» است حاوی پلان‌ها و نگاره‌هایی از سازه‌های ساخته‌شده یا در دست ساخت است و معماری قرن بیستم را در خود ثبت کرده است. این پایگاه داده از یک موتور جستجو استفاده می‌کند که به کمک آن می‌توان پروژه‌های معماری را بر حسب معمار، مکان یا واژه کلیدی جستجو کرد. کتابدار گالوست گلبنکیان آن را «یکی از سودمندترین منابع در دسترس در اینترنت برای معماران» توصیف کرده است.